# معركة هادروت 2020
معركة هادروت ((بالأذرية: Hadrut döyüşü)‏ ؛ (بالأرمنية: Հադրութի ճակատամարտ)‏) بدأت في أوائل أكتوبر / تشرين الأول 2020 في هادروت والقرى والمرتفعات المحيطة بها، بحكم القانون هي جزء من مقاطعة خوجافيند، أذربيجان، ولكن بحكم الأمر الواقع تسيطر عليها جمهورية أرتساخ المعلنة وغير المعترف بها، خلال حرب مرتفعات قرة باغ 2020.
بعد سيطرة أذربيجان على مدينة جبرائيل، والمطالبة بالسيطرة الكاملة على المقاطعة التي تحمل الاسم نفسه، تقدمت القوات الأذربيجانية شمالًا إلى هادروت. اندلعت معارك بالمدفعية الثقيلة اعتبارًا من 7 أكتوبر، وفي 9 أكتوبر، سيطرت القوات الأذربيجانية على القرى والمرتفعات ذات الأهمية الاستراتيجية بالقرب من المدينة. وعلى الرغم من أن كلا الطرفين يدعي وجوده في المدينة، فإن مصادر خارجية أشارت إلى أن القوات الأذربيجانية قد سيطرت على حدروت في 14 أو 15 أكتوبر / تشرين الأول. في غضون ذلك، اندلعت المزيد من المعارك في شمال وغرب المدينة، في تنافس على قرى ومرتفعات أكثر أهمية حتى 30 أكتوبر، عندما أكدت مصادر خارجية وجود القوات الأذربيجانية في واد شمال المدينة.

## خلفية
هادروت، التي كانت تسمى سابقًا ديزاك وأغوغلان، هي مدينة تقع في جنوب غرب أذربيجان، داخل منطقة مرتفعات قرة باغ الانفصالية. من 10 سبتمبر 1939، كانت هادروت عاصمة مقاطعة هادروت داخل إقليم مرتفعات قرة باغ ذاتي الحكم في جمهورية أذربيجان الاشتراكية السوفياتية حتى إلغاء الحكم الذاتي في 26 نوفمبر 1991 بعد تفكك الاتحاد السوفيتي. خلال حرب مرتفعات قرة باغ، في عام 1991، اضطر سكان حدروت الأذربيجانيون إلى مغادرة المدينة بسبب الصراع العرقي. في مايو من نفس العام، كجزء من عملية الحلقة، قامت قوات الأمن الداخلي السوفياتي وOMON بترحيل مئات الأرمن الذين يعيشون في المدينة قسراً. سيطر جيش دفاع أرتساخ في 2 أكتوبر 1992 على المدينة.
موقع هادروت مهم من الناحية الإستراتيجية ويربط الأجزاء الجنوبية من قره باغ بعاصمة آرتساخ، ستيباناكيرت، وشوشا. كما أن سيطرت أذربيجان على المدينة تهدد القوات الأرمينية في فضولي وجبرايل بالتطويق. وفقًا لدانييل بيلوتشيو، فإن الفوز بـهادروت أو خسارتها يعني الفوز أو الخسارة في الحرب.

## المقدمة
في 27 سبتمبر 2020، اندلعت الاشتباكات في منطقة مرتفعات قرة باغ المتنازع عليها، والتي تسيطر عليها بحكم الأمر الواقع جمهورية أرتساخ المعلنة وغير المعترف بها، ولكنها بحكم القانون جزء من أذربيجان. بعد يومين، صرح المسؤولون الأذربيجانيون أن قواتهم دمرت موقع قيادة ومراقبة أرمني في هادروت.
في 1 أكتوبر، صرحت سلطات أرتساخ أن المدفعيات الأذربيجانية قصفت حدروت. ذكرت وزارة الدفاع الأذربيجانية أن القوات الأذربيجانية قصفت المنشآت العسكرية، وبالتحديد مقر الفرقة 18 للبنادق الآلية، وكذلك البنية التحتية لفوج البنادق الآلية الأول من الفرقة المذكورة أعلاه. في اليوم التالي، صرحت سلطات أرتساخ أن القوات الأذربيجانية استهدفت هادروت باستخدام Smerch MLRS مرتين.
في 4 أكتوبر أعلن الرئيس الأذربيجاني علييف أن القوات الأذربيجانية سيطرت على مدينة جبرائيل بالإضافة إلى عدة مستوطنات في منطقة جبرائيل. في 7 أكتوبر، صرحت وزارة الدفاع الأذربيجانية أن القوات الأذربيجانية كانت تسيطر على منطقة جبرائيل، جنوب المدينة مباشرة.

## المعركة
في 5 أكتوبر، ذكرت وزارة الدفاع الأذربيجانية أن كتيبة من فوج البندقية الأرمني الأول، المتمركزة في هادروت، قد هربت. في 7 أكتوبر، صرحت السلطات الأرمنية أن القوات الأذربيجانية كانت تقصف هادروت بالمدفعية الثقيلة.
يوم 9 أكتوبر، في حوالي الساعة 17:00، أعلن الرئيس الاذربيجاني ان القوات الأذربيجانية سيطرت على هادروت، بالإضافة لعدة مناطق أخرى وقد تم نفي ذلك من قبل رئيس أرتساخ، أرايك هاروتيونيان، الذي صرح بأن جيش الدفاع في آرتساخ يسيطر تماما على هادروت.
قبل الساعة 04:00 (00:00 بتوقيت جرينتش) في 10 أكتوبر، أفادت روسيا أن كل من أرمينيا وأذربيجان اتفقتا على وقف إطلاق النار لأسباب إنسانية بعد 10 ساعات من المحادثات في موسكو (بيان موسكو) وأعلنت أن كلاهما سيدخل في محادثات «جوهرية». توقفت الأعمال العدائية رسميا في الساعة 12:00 (08:00 بتوقيت جرينتش)، للسماح بتبادل الأسرى واستعادة القتلى، بتيسير من اللجنة الدولية للصليب الأحمر. ومع ذلك، انتهك الجانبان وقف إطلاق النار بشدة، مما أدى إلى وقف اللجنة الدولية للصليب الأحمر محاولات استعادة القتلى وتبادل الجرحى والأسرى.
اتهمت أرمينيا وأذربيجان بعضهما البعض بقصف مستوطنات مدنية قبل وقف إطلاق النار، ونفى الطرفان اتهامات الطرف الآخر. كما اتهم كل جانب الآخر بخرق وقف إطلاق النار. في 10 أكتوبر، وقع قتال عنيف في هادروت، مصحوبًا بالقصف، مع توغل أذربيجان في منطقة الصراع. وبحسب وزارة خارجية أرتساخ، فإن عملية تحييد «مجموعة التخريب والاستطلاع» الأذربيجانية كانت جارية في حدروت. وبحسب ما ورد كانت هذه المجموعة تتكون من 200 رجل وتسللت إلى المدينة من الجانبين. وبحسب سلطات الحدروت، فإن الهجوم الأذربيجاني على حدروت لم يكن مدعومًا بنيران المدفعية أو الدبابات، وكان هدف المجموعة هو «إصلاح وجودها». اتهم كل من آرتساخ وأذربيجان بعضهما البعض بمهاجمة حدروت، حيث ادعى الطرفان وجودهما. ذكرت خدمة بي بي سي الروسية أن البلدة كانت تحت السيطرة الأرمينية. في المساء، ذكرت وزارة الدفاع الأذربيجانية أن القوات الأذربيجانية صدت هجومًا أرمنيًا من توغ.
في 12 أكتوبر، صرح الرئيس الأذربيجاني علييف أن جميع أحياء هادروت تحت السيطرة الأذربيجانية، وأن القوات الخاصة الأرمنية حاولت استعادة المدينة، لكنها هُزمت. في غضون ذلك، ذكرت وزارة الدفاع الأرمينية أن المدينة كانت تحت السيطرة الأرمينية، حيث تحاول القوات الأذربيجانية باستمرار اختراق المدينة. صرح رئيس الوزراء الأرميني، نيكول باشينيان، في وقت لاحق أن العمليات العسكرية كانت تحدث بالقرب من حدروت. في اليوم التالي، أصدرت وزارة الدفاع الأذربيجانية لقطات زُعم أنها أُطلقت من مركز هادروت، لكن مراسل بي بي سي روسي زعم أن اللقطات كانت مقصورة على المرتفعات المجاورة وتقاسر، وليس مركز هادروت. في اليوم التالي، ذكرت وزارة الدفاع الأذربيجانية أن الوضع في حدروت ظل متوتراً.
في 14 أكتوبر، صرحت وزارة الدفاع الأذربيجانية أن قواتها سيطرت على عدة مستوطنات في شمال وغرب هادروت. في 16 أكتوبر، صرحت وزارة الدفاع الأرمينية أن طوغ وقرميزي بازار تتعرضان للقصف من قبل القوات الأذربيجانية. في اليوم نفسه، ذكرت أذربيجان أنها سيطرت على مزيد من المستوطنات في شمال هادروت، بينما أصدرت وزارة الدفاع الأذربيجانية لقطات تظهر على ما يبدو هادروت والقرى المحيطة بها تحت السيطرة الأذربيجانية. كررت وزارة الدفاع الأرمينية أنها لا تزال تسيطر على حدروت، لكن السلطات الأرمينية تجنبت تقديم إجابة محددة على أسئلة مراسل الخدمة الروسية في بي بي سي فيما يتعلق بالجانب الذي يسيطر على المدينة.
في 17 أكتوبر، ذكرت وزارة الدفاع الأذربيجانية أن الوضع في هادروت لا يزال متوتراً. في 18 أكتوبر، أفاد مراسل وكالة ريا نوفوستي بتبادل إطلاق نار بالمدفعية الثقيلة بالقرب من هادروت. وفي وقت لاحق، ادعت وزارة الدفاع الأذربيجانية أنها أسقطت طائرة حربية أرمينية من طراز Su-25 في المنطقة؛ أصدرت أرمينيا نفي. في اليوم التالي، صرحت وزارة الدفاع الأذربيجانية أن الوضع في هادروت والمناطق المحيطة بها مستقر نسبيًا لكنها ذكرت بعد ذلك أن القوات الأذربيجانية واصلت العمليات القتالية ضد القوات الأرمنية في محيط المدينة واخترقت دفاعاتها. وبعد حوالي ساعة، ذكرت أن القوات الأرمينية هاجمت الخطوط الأذربيجانية المحيطة بالمدينة لكنها صدت. في المساء، نشرت السلطات الأذربيجانية صورا تظهر وجودا داخل المدينة. في 20 أكتوبر، بداية من الصباح، وقعت اشتباكات عنيفة بالقرب من حدروت، مع وقوع هجمات أذربيجانية، مصحوبة بدعم مدفعي. بعد ذلك بيومين، ذكرت وزارة الدفاع الأذربيجانية أن المتطوعين الأرمن قد وصلوا مؤخرًا إلى شمال حدروت، بينما ذكرت سلطات آرتساخ أن الاشتباكات كانت تدور في قرمزي بازار، على 30 كيلومتر (19 ميل) حوالي 30 كيلومتر (19 ميل) شمال حدروت. في 23 أكتوبر، وقعت اشتباكات بالقرب من حدروت. في 27 أكتوبر، صرحت وزارة الدفاع الأرمينية أن القوات الأذربيجانية كانت تقصف خوجافيند؛ نفت أذربيجان ذالك.

## الخسائر

### المدنيين
حتى 19 أكتوبر / تشرين الأول، أفادت السلطات الأرمينية بمقتل 11 مدنياً أرمانياً في هادروت والمناطق المحيطة بها خلال المعركة؛ حتى 10 أكتوبر، أبلغت السلطات الأذربيجانية عن إصابة عامل طبي أذربيجاني من جراء إطلاق القذائف.

### العسكريين
حتى 19 أكتوبر / تشرين الأول، ذكرت السلطات الأذربيجانية أن 38 جنديًا أرمنيًا على الأقل قتلوا في كمين، لكن عددًا أكبر قُتل بعد ذلك. كما ادعت السلطات الأذربيجانية تدمير موقع قيادة واحد، و 14 T-72s ، و 3 BMP-2s ، و 22 مركبة أخرى، و 17 BM-21 "Grad" MLRS ، وسبع قطع مدفعية، و 15 D-1، و D-20، و D. - 30 مدفع هاوتزر، وخمسة مدافع هاوتزر 2S1 "Gvozdika"، وثلاث مدافع من طراز 2A36 Hyacinth-B، وإسقاط ثلاث طائرات بدون طيار، وتدمير 13 نظام دفاع جوي، ومحطة رادار واحدة من طراز ZSU-23-4 Shilkas ، ومحطة رادار واحدة، وسبع شاحنات ذخيرة.

### إعدام أسرى الحرب
في 15 أكتوبر، ظهر شريط فيديو لاثنين من الأرمن الأسرى، يوري أداميان البالغ من العمر 25 عامًا وبنيك هاكوبيان البالغ من العمر 73 عامًا، وهما يُعدمان في هادروت على أيدي جنود أذربيجانيين؛ تعرفت سلطات أرتساخ على هاكوبيان كمدني من حضروت. ذكر ممثل الأرمن في المحكمة الأوروبية لحقوق الإنسان أنهم يحققون في رفع شكوى رسمية إلى المحكمة. قام بيلنغكات بتحليل مقاطع الفيديو وخلص إلى أن اللقطات كانت حقيقية وأن كلاهما من المقاتلين الأرمن الذين تم أسرهم من قبل القوات الأذربيجانية بين 9 و 15 أكتوبر ثم تم إعدامهم. أكدت بي بي سي تحقيق بيلينكات في الإعدام.